# Rossella Ratto
Pour les articles homonymes, voir Ratto.
Rossella Ratto , née le 20 octobre 1993 à Moncalieri est une coureuse cycliste italienne, professionnelle de 2012 à 2021.
Son frère est le cycliste Daniele Ratto.

## Palmarès

### Par années
- 2008
  - 2e du championnat d'Italie du contre-la-montre débutants
- 2009
  -  Championne d'Italie du contre-la-montre débutants
- 2010
  -  Médaillée d'argent du championnat du monde sur route juniors
  - 2e du Mémorial Davide Fardelli juniors
  -  Médaillée de bronze du championnat d'Europe sur route juniors
  - 3e du championnat d'Italie sur route juniors
  - 3e du championnat d'Italie du contre-la-montre juniors
  - 8e du championnat d'Europe sur route juniors
- 2011
  -  Championne d'Europe sur route juniors
  -  Championne d'Europe du contre-la-montre juniors
  - 3e du Mémorial Davide Fardelli juniors
  - 5e du championnat du monde du contre-la-montre juniors
- 2012
  - 6e du championnat du monde sur route
- 2013
  -  Médaillée d'argent du championnat d'Europe du contre-la-montre espoirs
  -  Médaillée de bronze au championnat du monde sur route
  - 3e du championnat d'Italie sur route
  - 4e du championnat d'Europe sur route espoirs
  - 8e du Trofeo Alfredo Binda-Comune di Cittiglio
  - 8e de la course en ligne de l'Open de Suède Vårgårda
  - 9e du contre-la-montre par équipes de l'Open de Suède Vårgårda
  - 10e du Grand Prix de Plouay
- 2014
  - 2e étape du Women's Tour
  - Tour d'Émilie
  - 3e du Women's Tour
  - 3e du Tour du Trentin-Haut-Adige-Tyrol-du-Sud
  - 4e du Grand Prix de Plouay
  - 6e du contre-la-montre par équipes de l'Open de Suède Vårgårda
  - 8e du  championnat d'Europe du contre-la-montre espoirs
  - 10e du championnat d'Europe sur route espoirs
- 2015
  - 3e du Tour de l'Ardèche
  - 5e de la course en ligne des Jeux européens
- 2016
  - Winston-Salem Cycling Classic
  - 8e du contre-la-montre par équipes de l'Open de Suède Vårgårda
- 2017
  - 3e du Tour d'Émilie
- 2018
  - 3e du championnat d'Italie du contre-la-montre
  - 10e de Liège-Bastogne-Liège

### Classements mondiaux
| Année                                 | 2012 | 2013 | 2014 | 2015 | 2016 | 2017 | 2018 | 2019 | 2020 | 2021 |
| ------------------------------------- | ---- | ---- | ---- | ---- | ---- | ---- | ---- | ---- | ---- | ---- |
| Classement UCI                        | 35e  | 10e  | 18e  | 123e | 104e | 125e | 174e | 712e | 249e | 867e |
| UCI World Tour                        |      |      |      |      | 76e  | 116e | 92e  | 248e | nc   | nc   |
|                                       |      |      |      |      |      |      |      |      |      |      |
| Légende : nc = non classéSource : UCI |      |      |      |      |      |      |      |      |      |      |

## Distinctions
- Oscar TuttoBici des juniors : 2010 et 2011